# Félicie Gimet
 (mai 2021).
 (juin 2021).
- Si vous ne connaissez pas le sujet, laissez ce bandeau (vous pouvez alors contacter les auteurs).
- Si vous supprimez le contenu mis en cause (vous pouvez préalablement contacter les auteurs),

argumentez précisément cette suppression dans la page de discussion
(un manque de référence n'est pas un argument ; une recherche réelle de référence doit avoir été effectuée, être formellement documentée).
Louise-Félicie Gimet serait une anarchiste, communarde, puis religieuse catholique française. Aucun document historique ou acte civil attestent de façon sûre, tant de son existence, que des faits la liant au massacre de la rue Haxo. Les récits des auteurs de l'époque sont remis en cause dès les années 1930 par des investigations journalistiques et des historiens de l'époque. 

## Biographie

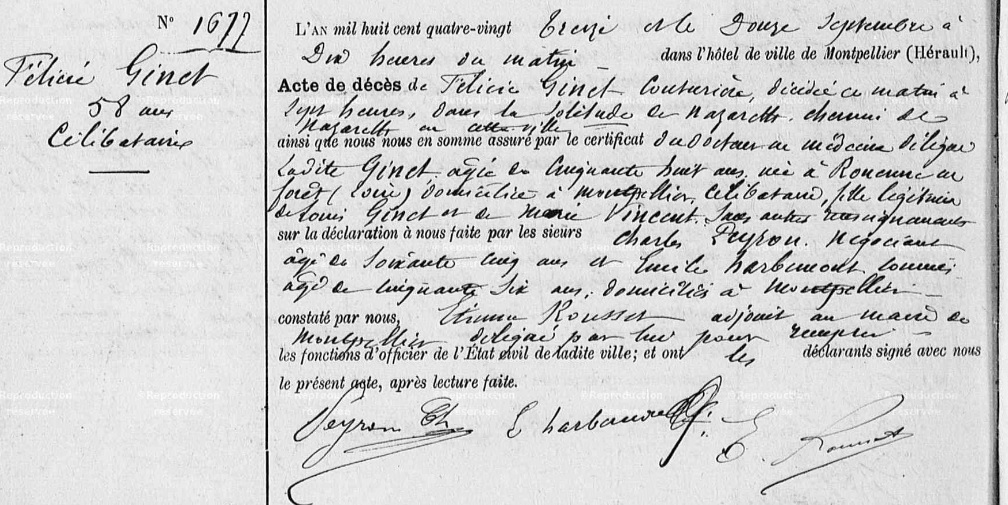
1893.09.12 - Acte de décès d'une personne dénommée Félicie Ginet.

Aucun document historique n'atteste de façon sûre de la vie, ni de l'existence réelle de Félicie Gimet et encore moins de sa jeunesse.
Des sources évoquent une naissance en 1835 à partir de la lecture de l'acte de décès d'une  certaine « Félicie Ginet ». Cet acte indique : « Rouenne-en-Forêt (Loire) » et les prénoms et noms de ses parents. Bien qu'il n'existe pas aujourd'hui de commune à ce nom, il pourrait s'agir de Roanne en Forez, nom autrefois usité pour Roanne, voisine de la région du Forez, dans le département de la Loire. La question, posée en 1937 par Jean Bossu à la mairie de Roanne, confirme qu'il n'existe pas d'acte de naissance d'une Félicie Gimet dans cette ville. Une hypothèse a été proposée que l'officier d'état civil, peu scrupuleux sur la justesse du nom de la commune, ait confondu avec Boën-sur-Lignon, jadis Boën en Forez, mais on n'y trouve pas de naissance au nom de Félicie Ginet ou non plus d'une Félicie Gimet également. Aucune information ne permet de faire le lien entre cette Félicie Ginet et la Félicie Gimet de la légende.
Cet acte de décès précise qu'elle est célibataire. Cette Félicie Ginet repose au cimetière Saint-Lazare de Montpellier.

## Remise en cause
Une source catholique tardive, reprise dans différents articles dont Le Maitron, publie des informations relatives à Félicie Gimet, informations remises en cause depuis la fin des années 1930 à la suite d'un long processus de recherches publiées dans la revue  L'Intermédiaire des chercheurs et curieux entre 1937 et 1938. Ces investigations ne trouvent pas sa présence parmi les femmes ayant comparu devant le Conseil de Guerre et remettent en cause les affirmations et la qualité de l'ouvrage de l'auteur, Jeanne Ancelet-Hustache jugé peu crédible sur cette affaire. Elles affirment, cependant, que la première source de cette histoire en serait la sœur Zachée et y trouvent des éléments de vraisemblance autour de ce que l’auteur qualifie de « rocambolesque histoire ».
D'après cette source, elle aurait grandi à Lyon dans une famille catholique et rapidement aurait rejeté la foi de ses parents. En 1858, par curiosité, elle se serait rendu à Ars pour voir le célèbre curé du lieu et aurait réagi avec ironie à l'homélie de ce dernier.
En 1871, elle se serait engagée dans l'armée des Fédérés. Habillée soit en homme — auquel cas elle se serait fait appeler « capitaine Pigerre » —, soit en femme, elle aurait participé, lors de la Semaine sanglante, à l'exécution des otages ecclésiastiques : en particulier Mgr Georges Darboy, archevêque de Paris et le jésuite Pierre Olivaint. Les sources ne s'accordent pas sur le rôle exact qu'elle aurait joué dans ces exécutions. Certains affirment qu'elle n'a fait qu'y assister, d'autres qu'elle a elle-même tué l’archevêque, et qu'elle aurait déclenché le massacre.
Louise Gimet aurait été  condamnée à mort et transférée à la prison de femmes de Saint-Lazare avec Louise Michel, condamnée à la déportation. À cette époque, la prison Saint-Lazare est tenue par des religieuses, les Sœurs de Marie-Joseph. Félicie Gimet aurait promis à la Supérieure de la Congrégation des sœurs des Prisons de l’ordre de Saint-Joseph, Mère Marie-Eléonore, de se convertir si elle sortait vivante de prison. Or, Mère Marie-Eléonore aurait obtenu son sursis, et elle ne sera pas exécutée. Elle aurait tenu parole et se serait convertie, en particulier en lisant le Journal du père Olivaint (alors qu'elle avait participé à son exécution). Elle aurait ensuite mené une vie retirée, souvent auprès de Mère Éléonore, et serait devenue membre des filles de Marie le 15 août 1890, prenant le voile sous le nom de sœur Marie-Éléonore. Jusqu’à la fin de son existence, elle aurait accompagné des personnes en fin de vie.
Elle serait morte en 1893, à la maison religieuse La Solitude de Nazareth[réf. nécessaire].
Charles Clair, dans son ouvrage Pierre Olivaint, publié en 1888, décrit dans le détail —  durant 42 pages — les derniers instants de Mgr Georges Darboy et Pierre Olivaint. Parmi toutes les personnes mentionnées, aucune mention n'est faite à Félicie Gimet ou à un capitaine Pigerre.

### Sources primaires
- Jeanne Ancelet-Hustache, Les Sœurs des prisons, Paris, Grasset, coll. « Les Grands ordres monastiques et instituts religieux », 1934, 315 p., p. 285-297.

- « le Capitaine Pigerre », L'Intermédiaire des chercheurs et curieux, juillet 1937.
  - « la suite », L'Intermédiaire des chercheurs et curieux, 15 mai 1937
  - « puis », L'Intermédiaire des chercheurs et curieux, novembre 1937.
  - « puis », L'Intermédiaire des chercheurs et curieux, décembre 1937.
  - « encore », L'Intermédiaire des chercheurs et curieux, décembre 1937
  - « la conclusion », L'Intermédiaire des chercheurs et curieux, avril 1938.